# 慧山超海
慧山超海（1612年—1672年），福建省上杭县人，俗姓林，明末清初临济宗高僧。慧山超海是沩山密印寺从衰落走向中兴的关键性人物。

## 生平
1612年，慧山超海出生在福建省上杭县。15岁时，他跟随父亲来到荆南（今湖北省荆州市）经商。20岁时，他拜汉阳无相庵无相和尚学习佛法，接着来到长沙府宁乡县沩山密印寺，拜入养拙行明门下。1649年，慧山超海出任密印寺主持，1669年退任。1672年农历7月30日，慧山超海端然坐化，享年61岁。刘应祁《慧山超海禅师塔铭》：“二十年清册增产，晰载志乘，辛苦备尝，诲人不倦。于密印、同庆、应禅、芙蓉、西竺、西禅、福源俱皆将成一片劫灰时，师复成光明幢。辛亥（1671年）入邵州龙山建大殿，壬子岁（1672年）迎师归沩度六旬，开千僧锅。七月三十坐脱，寿六十一。”陶汝鼐《慧山超海禅师墓铭》：“慧公以行愿力辅之，二三十年间宗风大振，而沩之精蓝雄刹亦实冠湖南。”尹三聘《庆慧山禅师六十序》：“唐元和间，灵佑禅师以灵山大士，应现支那，伟然丰表，赢得山头众盈万五千指，将相从游。说法四十载，寿逮期颐。建立宗旨，子和父鸣，百世尊为沩仰宗。非福慧寿其全者耶！厥后崛兴继起，代不乏人，不可殚述。今八百余年后，晦于慧山和尚者，复见其人焉。”

## 贡献
慧山超海在密印寺的主要贡献是：
1. 重修殿宇，再现唐宋规模[1]
2. 恢复寺田，使得寺院有经济基础[1]
3. 制定沩山清规[1]